# احمد رمضان‌زاده
احمد رمضان‌زاده (زاده ۱۳۴۲ - بیجار) کارگردان، فیلم‌نامه‌نویس و بازیگر اهل ایران است.

## کارگردان
- حکایت عاشقی (۱۳۹۳)
- سریال آژانس دوستی (۱۳۷۷)
- بشیر (۱۳۷۳)

## نویسنده
- حکایت عاشقی (۱۳۹۳)
- بشیر (۱۳۷۳)

## تهیه کننده
- بشیر (۱۳۷۳)

## بازیگر
- بلوغ (۱۳۷۷)
- سایه خیال (۱۳۶۹)
- در مسیر تندباد (۱۳۶۷)
- در چشم باد (۱۳۸۲-۱۳۸۸)